# The Mother
The Mother är en amerikansk actionthrillerfilm från 2023, som hade premiär på strömningstjänsten Netflix den 12 maj 2023. Filmen är regisserad av Niki Caro baserat på manus av Misha Green, Andrea Berloff och Peter Craig, som bygger på ett underlag av Green.

## Handling
Filmen kretsar kring en lönnmördare, The Mother, som tvingas gå under jorden för att skydda sin dotter som hon lämnade för många år sedan. Samtidigt jagas hon av en grupp farliga män.

## Rollista (i urval)
- Jennifer Lopez – The Mother
- Joseph Fiennes – Adrian Lovell
- Omari Hardwick – William Cruise
- Gael García Bernal – Hector Álvarez
- Paul Raci – Jons
- Lucy Paez – Zoe
- Jesse Garcia